# Красногвардейская улица (Коломна)
Красногвардейская улица — улица в центральной части города Коломны Московской области. Прежнее название Красногвардейской улицы — Коломенская улица.

## Описание
Улица берет своё начало от улицы Октябрьской революции и уходит в восточном, а позднее юго-восточном направлении. Заканчивается улица резкие на пересечении с улицей Колхозная. По ходу движения с начала улицы, ее пересекают улица Зайцева, улица Яна Грунта, Комсомольская улица, Уманская улица, Пионерская улица и улица Козлова. Справа по ходу движения с начала улицы примыкают улица Мешкова, улица Непобедимого. Слева по ходу движения с начала Красногвардейской улицы примыкает улица Льва Толстого.
На всем своём протяжении Красногвардейская улица является улицей с двусторонним движением.
Нумерация домов начинается со стороны улицы Октябрьской революции.
Почтовый индекс Красногвардейской улицы — 140400 и 140415.

## Примечательные здания и сооружения
- Коломенский кремль — улица Ларечников, владение 5[2].
- Автостанция Старая Коломна — улица Зайцева, владение 46.
- Церковь Иоанна Богослова (Православный храм) — площадь Двух революций, владение 1[3].
- Церковь Вознесения Господня (Православный храм) — владение 8 А[4].
- Сквер имени Зайцева — на пересечении улицы Зайцева, Красногвардейской улицы и улицы Яна Грунта.
- Муниципальное бюджетное учреждение, культурный центр «Дом Озерова» — владение 2.
- Музей реставрации памятников архитектуры — владение 19.
- Церковь Петра и Павла в Коломне (Православный храм) — улица Мешкова, владение 2 А[5].
- Музей боевой славы города Коломна — улица Непобедимого, владение 1.
- Парк культуры и отдыха «Мемориальный парк» — пересечение улиц Октябрьской революции, улицы Мешкова, Красногвардейской улицы и улицы Непобедимого[6].
- Часовня Сергия Радонежского — Мемориальный парк на пересечении улицы Мешкова и Красногвардейской улицы.
- Памятник жертвам радиационных катастроф — Мемориальный парк на пересечении улицы Льва Толстого и Красногвардейской улицы.
- Памятник Борису Ивановичу Шавырину - Мемориальный парк на пересечении Красногвардейской улицы и улицы Непобедимого. Борис Иванович Шавырин советский конструктор минометного и реактивного вооружения, который был тесно связан с городом Коломна[7].

## Транспорт
По улице проходят городские трамвайные маршруты № 5, № 9 и № 10.